# Roseana Murray
Roseana Kligerman Murray (Rio de Janeiro, 27 de dezembro de 1950) é uma poetisa e escritora de obras infanto-juvenis brasileira. É filha dos imigrantes judeus e poloneses Lejbus Kligerman e Bertha Gutman Kligerman. 

## Biografia
Roseana Murray nasceu no Rio de Janeiro, e foi criada no bairro do Grajaú, morando na rua Araxá por um curto tempo, e posteriormente na rua Barão do Bom Retiro, com seus irmãos Jacob, Israel e Evelyn. É filha de um polonês e uma brasileira, natural de Campos dos Goytacazes, neta de poloneses que vieram para o país buscando escapar do antissemitismo da Segunda Guerra Mundial.
Ela formou-se em Literatura Francesa pela Aliança Francesa, Universidade de Nancy.
Começou a escrever poesia para crianças em 1980. Com o livro Fardo de Carinho, influência direta de Ou Isto ou Aquilo, de Cecília Meireles, Murray já publicou mais de cem livros.
Recebeu por quatro vezes o Prêmio de Melhor Poesia pela Fundação Nacional do Livro Infantil e Juvenil, o Troféu APCA, o Prêmio da Academia Brasileira de Letras de melhor livro infantil. Foi indicada para torna-se membro da Academia Fluminense de Letras; também faz parte da Lista de Honra do Conselho Internacional sobre Literatura para Jovens (o International Board on Books for Young People - I.B.B.Y.) cuja sede está localizada em Basel, na Suíça.
Roseana foi casada com José Edwin Murray Filho, violinista, filho de José Edwin Murray e Maria Clara Tati Jacome Murray, e teve dois filhos, o chef de cozinha André Murray, e o músico e violinista Gustavo (Guga) Murray. Desde 1997, é casada com o jornalista e escritor espanhol Juan Arias Martínez. Ela tem dois netos. 
Em 2017, Gustavo Stephan lança seu primeiro CD infantil: "Catavento". Os poemas de Roseana "Fardo de Carinho" e "Tempestade" foram transformados em música por Stephan. 
Ela também participou da Flor, feira literária de Oeiras, em 2018, um grande evento que acontece todos os anos para homenagear grandes escritores. 

### Ataque de cães pitbull
Em 5 de abril de 2024, Roseana perdeu o braço direito e a orelha do mesmo lado do corpo, após ser atacada por três cães da raça pitbull no começo da manhã, no bairro Gravatá, onde reside, em Saquarema, na Região dos Lagos. De acordo com uma amiga de Roseana, "Durante o ataque, ela foi arrastada por pelo menos 5 metros pedindo socorro; teve braços e pernas muito machucados, além de feridas por todo o abdômen e rosto."
No dia 18 de abril de 2024, Roseana Murray recebe alta do Hospital Estadual Alberto Torres, depois de ter ficado internada por 13 dias. Justamente no Dia Nacional do Livro Infantil.  Em junho passou a realizar procedimentos para viabilizar a colocação de uma prótese no lugar do braço direito amputado, na ocasião Roseana afirmou que deseja ter uma prótese de cor azul; a expectativa é que o procedimento seja patrocinado pela prefeitura de Saquarema, município onde a escritora sofreu o ataque dos animais de seus vizinhos.
Em 24 de janeiro de 2025, Roseana Murray começou a usar uma prótese biônica após perder o braço direito em um ataque de três pitbulls em abril do anterior ano.

## Livros
- 1980- Fardo de Carinho
- 1981- No País das Coisas Impossíveis
- 1983- No Mundo da Lua
- 1984- Classificados Poéticos
- 1984- O Traço e a Traça
- 1984- Viagens
- 1985- Lições de Astronomia
- 1985- O Circo
- 1986- Fruta no Ponto
- 1987- Um avô e seu Neto
- 1987- Falando de Pássaros e Gatos
- 1988- Paredes Vazadas
- 1989- Buraco no Céu
- 1990- Artes e Ofícios
- 1990- Retratos
- 1991- Criança é Coisa Séria
- 1992- Pássaros do Absurdo
- 1994- Dia e Noite
- 1994- Casas
- 1994- No Fim do Arco-Íris
- 1994- Qual a Palavra?
- 1994- Tantos Medos e Outras Coragens
- 1994- O Fim da Meada
- 1995- De que Riem os Palhaços?
- 1995- Felicidade
- 1995- Duas Amigas
- 1996- Paisagens
- 1996- O Mar e os Sonhos
- 1996- Três Velhinhas
- 1997- Receitas de Olhar
- 1997- Terremoto Furacão
- 1997- A Bela Adormecida e Outros Contos de Perrault
- 1998- Estação Lunar
- 1998- Uma História de Fadas e Elfos
- 1998- Porta A Porta
- 1999- Um Deus para 2000
- 2000- O Silêncio dos Descobrimentos
- 2000- Um Cachorro para Maya
- 2001- Manual da Delicadeza
- 2001- Caminhos da Magia
- 2001- Jardins
- 2002- Luna, Merlin e Outros Habitantes[10]
- 2002- Recados do Corpo e da Alma
- 2002- Poesia Essensial
- 2003- Pequenos Contos de Leves Assombros
- 2004- Todas as Cores dentro do Branco
- 2004- Um Gato Marinheiro
- 2004- Caixinha de Música
- 2004- Lua Cheia Amarela
- 2004- Sete Sonhos e um Amigo
- 2005- Maria Fumaça Cheia de Graça
- 2005- Rios da Alegria
- 2005- Pêra, Uva ou Maçã?
- 2005- Poemas de Céu
- 2006- O que Cabe no Bolso?
- 2006- O Xale Azul da Sereia
- 2006- Território de Sonhos
- 2006- Desertos
- 2007- No Cais do Primeiro Amor
- 2007- Residência no Ar
- 2008- Poemas e Comidinhas
- 2008- Fábrica de Poesia
- 2008- Variações sobre o Silêncio e Cordas
- 2009- Arabescos no Vento
- 2009- Kira
- 2010- Carteira de Identidade
- 2010- Vento Distante
- 2011- Uma Gata no Coração
- 2011- Poemas para Ler na Escola
- 2011- Lá vem o Luís
- 2012- Diário da Montanha
- 2012- Nana
- 2012- Quatros Jabutis
- 2013- Abecedário Poético das Frutas
- 2013- A Bruxa da Casa Amarela
- 2013- Quem Vê Cara Não Vê Coração
- 2014- Fio de Lua & Raio de Sol
- 2014- Poço dos Desejos
- 2014- Exercícios de Amor
- 2014- Cinco Sentidos e Outros
- 2014- Brinquedos e Brincadeiras
- 2015- Colo de Avó
- 2015- Coração à Deriva
- 2016- Livros e Leitores
- 2017- Duas Casas
- 2018- Poemas para o Metrônomo e o Vento
- 2018- Desejos de Árvores e Pássaros
- 2018- Suspiros de Luz
- 2018- Corpo e Amor
- 2018- Armarinho Mágico
- 2019- Gatos (com William Amorim)[11]
- 2020- Com a Lua nos Olhos[12]
- 2020- Caligrafia de Sentimentos
- 2021- Rota de Fuga
- 2022- Felicidade
- 2022- Dançam Porque não Podem Voar
- 2023- Balaio de Felicidades
- 2023- Montanha para Andarilhos
- 2023- Emaranhado
- 2024- O Braço Mágico

Traduções:
2009- Federico García Lorca : pequeno poema infinito (Coleção Aplauso)

## Prêmios
- 1986- FNLIJ - “O Melhor de Poesia”  - Fruta no Ponto, ed. FTD
- 1990- FNLIJ - “O Melhor de Poesia”  - Artes e Ofícios, ed. FTD
- 1990- APCA -  Artes e Ofícios, ed. FTD
- 1994- Passou a fazer parte da Lista de Honra do I.B.B.Y
- 1997- FNLIJ - “O Melhor de Poesia”  - Receitas de Olhar
- 2002- Prêmio Academia Brasileira de Letras - Jardins (com Roger Mello)